# Heinrich III. (Anhalt)

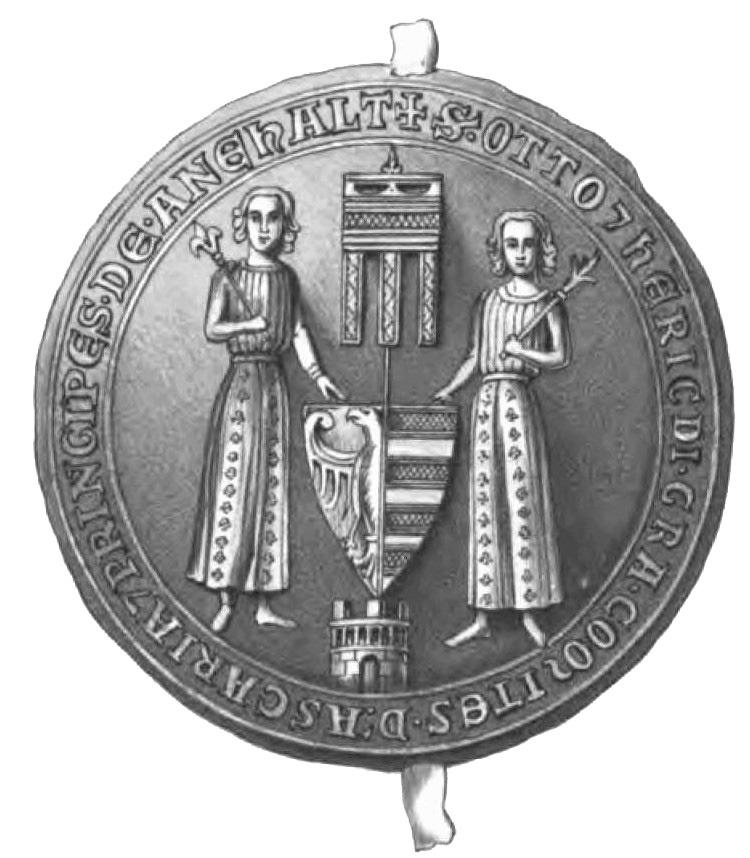
Gemeinschaftliches Siegel der Fürsten Otto I. und Heinrich III. von Anhalt

Heinrich III. von Anhalt († 11. November 1307 in Schönebeck an der Elbe) war Fürst von Anhalt-Aschersleben und unter dem Namen Heinrich II. von 1305 bis 1307 Erzbischof von Magdeburg.

## Leben
Heinrich war als Sohn von Heinrich II. und dessen Frau Mechtild (auch Mathilde genannt) ein geborener Fürst von Anhalt. Gemeinsam mit seinem Bruder Otto I. von Anhalt war er seit 1266 offizieller Mitregent von Anhalt-Aschersleben. Er widmete sich 1283 dem geistlichen Stande und wurde Domherr in Magdeburg sowie Propst des Blasiusstiftes in Braunschweig. Nach dem Tode Burchards II. von Blankenburg wurde Heinrich 1305 zum Erzbischof von Magdeburg gewählt. Er begab sich zur Einholung der päpstlichen Bestätigung mit dem Pallium nach Rom. Die Magdeburger Chronik überliefert hierzu, dass er kein Latein verstand; daher konnte er auf die lateinisch gestellten Fragen von Papst Clemens V., ob er das „Gebet des Herrn“ („orationem Dominicam“) kenne, nicht antworten.
Sein Hofmeister soll sich dafür entschuldigt haben, dass er dies nicht kennen könne, da der Ausdruck „Gebet des Herrn“ in Magdeburg nicht gebräuchlich sei, sondern man nenne es hier „Vaterunser („Pater noster“)“.
Im Angesicht von Burchards Studiums an der Universität Bologna, wo er sich als „prepositus de Brunswic“ immatrikulierte, erscheint diese Nachricht mehr als zweifelhaft.
Einzig sicher ist, dass Heinrich am 21. Januar 1306 die päpstliche Bestätigung im Amt erhielt und dafür 1000 Mark Stendaler Silber bezahlen musste. Dafür musste das Domkapitel Schloss und die Stadt Grabau an den Bischof von Brandenburg Friedrich von Plötzke versetzen.
Nach Magdeburg zurückgekehrt, stellte Heinrich 1307 ein Heer auf und eroberte am 6. Mai 1307 die Stadt Schönebeck an der Elbe von den Grafen von Barby. Dabei bediente sich sein Feldherr Otto von Welschleben einer List: Er ließ Soldaten getarnt auf Kornwagen verstecken und diese heimlich in die Stadt bringen. Als sie am Stadttor angelangt waren, sprangen die Soldaten von den Wagen und sicherten das Tor, so dass nachfolgende Einheiten die Stadt ohne Widerstand einnehmen konnten.
Wieder in Magdeburg angelangt, geriet er mit der Bürgerschaft in einen Streit um die Herrenpforte. Den Schlüssel zu diesem Tor an der Südseite der Domkirche besaß ein von der Stadt angestellter Pförtner. Diesem hatten die Domherrn den Schlüssel abgenommen, wohl um den erzbischöflichen Truppen den Weg in die Stadt zu erleichtern. Der Magdeburger Bürgermeister Hans von Hohnstein begab sich daher mit den Ratsherren in das Kapitelhaus, wo der Erzbischof mit den Domherrn eine Sitzung abhielt und bat um die Herausgabe des Schlüssels. Der Erzbischof soll dies mit den Worten „Die Pforte ist unser, denn sie heißt die Herrenpforte“ abgelehnt haben.
Daraufhin habe der Bürgermeister geantwortet, die Pforte hieße zwar die Herrenpforte, aber die Herren der Pforte seien die Magdeburger Bürger. Gäbe der Erzbischof den Schlüssel nicht wieder zurück, so käme er nicht von dannen. Daraufhin befahl der Bürgermeister seinen Stadtknechten, die Glocken zu St. Johannis läuten zu lassen. Als dies der Erzbischof hörte, habe er den Schlüssel unter Verzicht auf die Herrenpforte zurückgegeben.
In seinem Todesjahr überließ Heinrich dem Kloster Unser Lieben Frauen in Magdeburg das Patronatsrecht über die Kirchen in Burg und Schartau und erhielt im Gegenzug das Patronatsrecht in Pretzien, nebst dem dortigen Gute und der Mühle. Nach alter Überlieferung soll er, obwohl er nicht besonders gelehrt war, einen durchdringenden Verstand besessen haben. Jedoch aufgrund seiner kurzen Regierungszeit haben sich dafür keine Anzeichen nachweisen lassen.
Heinrichs Grabstätte ist unbekannt.